# قشلاق پیرحیاتی
قشلاق پیرحیاتی، روستایی از توابع بخش سامن شهرستان ملایر در استان همدان ایران است.

## جمعیت
این روستا در دهستان سامن قرار دارد و ساکنان و اهالی روستا از طایفه پیرحیاتی می باشند.گویش مردم این روستا لری خرم آبادی می باشد. .جمعیت آن ۴۷ نفر (۱۳خانوار) بوده‌است.